# Małopolska Telewizja Kablowa
Małopolska Telewizja Kablowa „S.Tar-TV” – jeden z największych polskich operatorów telewizji kablowej (StarTV), dostawców internetu (StarNet) i telefonii stacjonarnej (TeleStar). Jest także producentem programów telewizyjnych i nadawcą lokalnych kanałów pod nazwą Twoja Telewizja Kablowa.
Firma została założonona w 1989 roku przez Roberta Wolaka i była pierwszym w Polsce operatorem satelitarnej telewizji kablowej. Początkowo działała pod nazwą Tarnowska Telewizja Kablowa i obsługiwała wyłącznie teren tego miasta. Od 1994 roku znacznie powiększała obszar swego działania, przejmując sieci mniejszych operatorów.
Według danych Polskiej Izby Komunikacji Elektronicznej MTK miała w marcu 2007 r. ok. 60 tys. abonentów (3,33% rynku) i była pod tym względem ósmą siecią kablową w Polsce.
Dziś MTK świadczy swoje usługi Tarnowie, Dąbrowie Tarnowskiej, Dębicy, Mielcu, Ropczycach, Brzesku, Bochni, Pustkowie, Straszęcinie oraz Przyborowie. Jest również właścicielem Trójmiejskiej Telewizji Kablowej, która działa na terenie Gdańska. Obie spółki wchodzą w skład grupy „StarMedia”.
1 września 2011 roku spółki stały się własnością Multimedia Polska, w związku z czym zakończono nadawanie programu lokalnego MTK.